# August Fink (Maler)

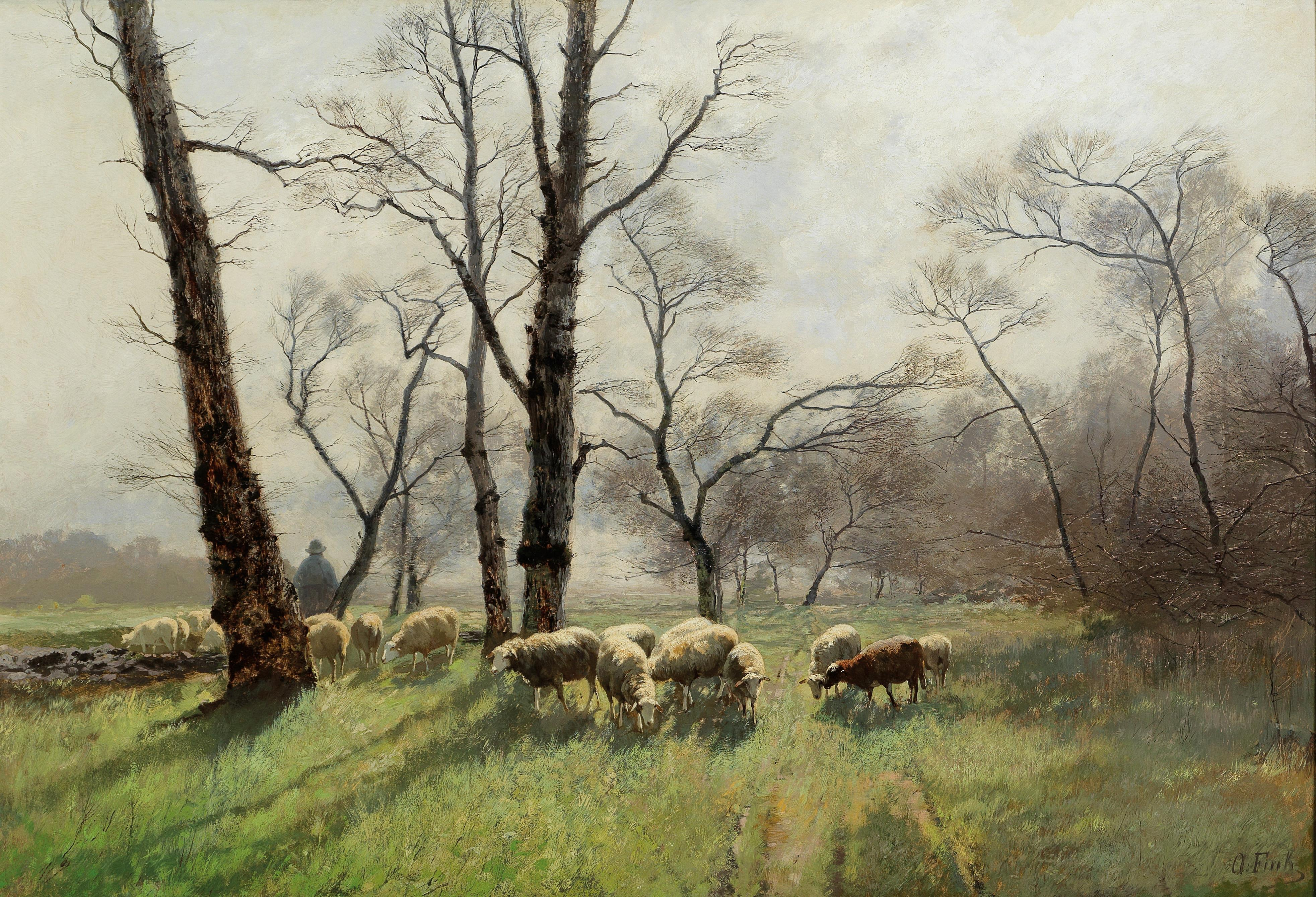
Schäfer mit seiner Herde
im Abendlicht

August Fink, auch August Finck (* 30. April 1846 in München; † 25. Juni 1916 ebenda), war ein deutscher Landschaftsmaler und Kunstpädagoge.
August Fink wurde zum Kaufmann ausgebildet, kam 1859 in die Vereinigten Staaten und war dort bis 1866 als Kaufmann tätig. Danach studierte er privat Malerei bei Adolf Stademann, Eduard Schleich dem Älteren und ab 1872 bei Adolf Lier, später bei Josef Wenglein. Seit 1878 war er in München als freischaffender Künstler tätig. Ab 1874 nahm er an Ausstellungen in München, Berlin und Nürnberg teil.
1889 wurde er zum Professor an der Königlichen Akademie der Künste in München berufen. Er war Ehrenmitglied der Münchener Akademie. 1905 erhielt er eine Goldmedaille auf der Jahresausstellung im Münchener Glaspalast. Er malte hauptsächlich Landschaften aus der Umgebung von Dachau. Er schuf auch Deckenmalereien mit Jagdszenen im Schloss Herrenchiemsee.
August Fink starb 1916 im Alter von 70 Jahren in München.

## Grabstätte
Die Grabstätte von August Fink befindet sich auf dem Alten Südlichen Friedhof in München (Gräberfeld 5 – Reihe 11 – Platz 5).